# Kid Dracula (videogioco 1990)
Akumajō Special: Boku Dracula-kun (悪魔城すぺしゃる ぼくドラキュラくん?) è un videogioco a piattaforme, spin-off della serie Castlevania, sviluppato da Konami per Nintendo Famicom; è stato successivamente portato su telefoni cellulari. Entrambe le versioni sono state pubblicate solo in Giappone. 
Il gioco è incluso nella Castlevania Anniversary Collection, distribuita il 16 maggio 2019 per Nintendo Switch, PlayStation 4, Xbox One e Microsoft Windows con una localizzazione ufficiale in inglese intitolata Kid Dracula. Nel 1993 è stato pubblicato un sequel, Kid Dracula, per Game Boy.

## Trama
L'auto-proclamato Re dei Demoni, Kid Dracula, si è risvegliato da un lungo sonno, solo per scoprire che il suo regno è passato sotto il controllo del malvagio demone Galamoth. Indossando il mantello di suo padre, Kid Dracula intraprende un'avventura per distruggere il suo nemico e riprendesi il trono. Dopo aver combattuto attraverso numerosi pericoli, Kid Dracula sconfigge Galamoth. Questo lo porta a diventare famoso in tutto il paese, con tutti i mostri in Transilvania che si presentano nel suo castello sperando di diventare suoi amici.

## Accoglienza
Alla sua uscita, la rivista Famitsū lo recensì con voto 25/40.